# 小出斉
小出 斉（こいで ひとし、1957年8月2日 - 2024年1月28日）は、日本のブルースギタリスト、ローラー・コースターに所属。早稲田大学卒業、早稲田大学理工学部軽音楽サークル「ロッククライミング」出身。新潟県出身。
※あくまでブルースギタリストであるが、著述家の一面も有する。

## 略歴
早稲田大学在学中、早稲田大学理工学部の軽音楽サークル「ロッククライミング」で音楽活動を展開。1980年、ブルーヘヴンへ加入。1977年、ローラー・コースターへ加入。
プレイスタイルは、歌はラジオボイス、ギターは、シカゴブルーススタイルで、日本ブルース界の重鎮。

### その他
2024年05月06日、OIL CITY（阿佐ヶ谷）で追悼ライブが行われた。
2024年06月12日、ジロキチ（高円寺）で追悼ライブが行われた。
2024年06月14日、Ludens（下北沢）で追悼写真展が行われた。
2024年08月09日、サウスサイドレコード（シカゴプランニング）から追悼アルバムが発売された。
2024年09月20日、ギターマガジン（リットーミュージック）から追悼本が発売された。
2025年01月25日、OIL CITY（阿佐ヶ谷）で追悼ライブが行われた。

## ディスコグラフィ

### ブルー・ヘヴン
- 1980年 『Blue Heaven Live』 (VIVID SOUND)
- 1982年 『Big Boss Man』 (VIVID SOUND)

### ローラー・コースター
- 1984年 『That's Nothing New』 (VIVID SOUND)
- 1986年 『Keep It Up』 (VIVID SOUND)
- 1990年 『Boogie Discounter』 (VIVID SOUND)
- 1991年 『Something for Little Walter』 (VIVID SOUND)
- 1995年 『Keep On Going』 (Pヴァイン)
- 1999年 『25th／ローラーコースター≦ちびコースター』 (South Side Records)
- 2001年 『LIVE at the BOTTLE NECK CAFE』 (South Side Records)
- 2002年 『Japan Impact』 (South Side Records)
- 2004年 『Boogity Boogity Boogity』 (South Side Records)
- 2006年 『How Bad Have You Got It?』 (South Side Records)
- 2024年 『追悼・小出斉／ローラー・コースター未発表ライブ』 (South Side Records)

### ソロアルバム
- 2023年 『Walking Alone with The Blues』 (South Side Records)

### オムニバス
- 1989年 『Gotta Move On Up: ブルース・アンソロジー・トーキョー Vol.1』 (true tone records)
- 2004年 『ジャングル・ホップ／ドゥ・ザ・ジャングル・ホップ』 (Pヴァイン)
- 2024年 『HOODOOMAN BLUES BAND』 (down home record)

## 著書
- 1988年 『ブルース・レコード　ガイド・ブック』 (Blues Interactions)
- 1991年 『ブルース・レコード・ガイド・ブック ブラックミュージックリヴュー増刊号 1991年改訂版』 (Blues Interactions)
- 1995年 『ブルーズの世界 (MUSIC COMPANION) 』 (冨山房)
- 1998年 『ブルースCDガイドブック 』 (耕文社)
- 2002年 『レコード・コレクターズ増刊 ブルース・ギター バトル・オブ・ザ・マスターズ』 (ミュージックマガジン)
- 2006年 『ブルースCDガイド・ブック2.0 (SPACE SHOWER BOOKs)』 (トゥーヴァージンズ)
- 2010年 『ブルース・スタンダード100曲 (P-Vine Books 〈百曲探訪〉シリーズ)』 (スペースシャワーネットワーク)
- 2010年 『ブルース (ディスク・セレクション・シリーズ)』 (ミュージック・マガジン)
- 2016年 『意味も知らずにブルースを歌うな! ご丁寧に歌詞とコード譜とイラストに加え、ちょっと怪しい英語フレーズ付き (ギター・マガジン)』 (リットーミュージック)
- 2017年 『意味も知らずにロックンロールを歌うな! ? -チャック・ベリーに捧ぐ- 歌詞とコードと“ダニー"のイラストに加え、意外と役立つ英語フレーズ付き (ギター・マガジン)』 (リットーミュージック)
- 2017年 『アナログ・レコードで聴くブルース名盤50選 (SPACE SHOWER BOOKs)』 (スペースシャワーネットワーク)
- 2021年 『ブルース 改訂版 (アルバム・セレクション・シリーズ)』 (ミュージック・マガジン)
- 2022年 『ブルース・ロールズ・オン!! 2020年代に読む、聴くブルース・ガイド エレクトリックの時代』 (シンコーミュージック)
- 2024年 『小出斉のブルース雨アラレ～選りすぐりの名盤、迷盤、700枚超のディスク紹介を添えて～』 (リットーミュージック)